# Campionato mondiale per club FIVB (femminile)
Il campionato mondiale per club FIVB (in inglese FIVB Volleyball Women's Club World Championship) o, più semplicemente, Mondiale per Club femminile FIVB, è una competizione pallavolistica riservata alle squadre femminili vincitrici dei tornei continentali organizzati dalle cinque confederazioni appartenenti alla FIVB e mette in palio il titolo di Campione del mondo per club.
Alla competizione prendono parte le squadre campioni continentali provenienti dalla CEV (Europa), dalla CSV (Sudamerica), dalla NORCECA (Nord-Centro America e Caraibi), dall'AVC (Asia) e dalla CAVB (Africa).

Partecipano alla competizione anche le vincitrici nazionali del paese ospitante, e delle squadre invitate dalla FIVB, le cosiddette wild cards.
La prima edizione si è disputata nel 1991, e la competizione venne riproposta anche nel 1992 e nel 1994. Da allora non si è più giocata, fino alla riproposizione nel 2010, edizione che si è giocata a Doha, Qatar.

## Formato
L'attuale formato del campionato mondiale per club, in vigore dall'edizione maschile del 2009, prevede la suddivisione delle squadre partecipanti in due gironi, A e B. Si qualificano per la fase successiva le prime due classificate di ogni girone, che si incroceranno in semifinale (la prima del girone A incontrerà la seconda del girone B, e il contrario). Le squadre qualificatesi terze e quarte nel girone iniziale saranno eliminate, e verranno tutte inserite nella classifica finale con il rango di quinte.

Le vincitrici delle semifinali si contenderanno la vittoria finale, mentre le sconfitte si scontreranno per la finale 3º-4º posto.

## Storia
Il massimo torneo mondiale per club di pallavolo venne creato inizialmente per le formazioni maschili, nel 1989. La prima Coppa del Mondo per club femminile venne istituita dalla FIVB nel 1991, in contemporanea con la terza edizione del torneo maschile. Essa rappresentava, e rappresenta ancora oggi, l'unica opportunità per una squadra di club di partecipare ad una competizione a carattere mondiale.

La prima edizione si disputò in Brasile, per la precisione a San Paolo, e vide la vittoria della squadra di casa (al secondo posto si classificò un'altra squadra brasiliana). La seconda edizione si giocò in Italia, a Jesi, e a vincere fu la formazione de Il Messaggero Ravenna. La terza edizione non venne disputata nel 1993, bensì l'anno successivo: si tornò in Brasile, e a vincere fu di nuovo la squadra di casa.
Dopo solo tre edizioni la competizione venne cancellata, dopo che già nel 1992 era stato soppresso il torneo maschile. Per oltre 15 anni non ci fu nessuna competizione per club a carattere mondiale, ma nel 2009 la FIVB decise di ripristinare il Mondiale per club maschile, dopo ben 17 anni d'assenza: dopo questa nuova "edizione pilota", è stato deciso di riproporre anche il torneo femminile.
La sede è stata trovata in Doha, capitale del Qatar.
Nell'aprile del 2013 la FIVB apporta due importanti novità alla competizione per le successive tre edizioni (fino al 2015): la prima è il cambio di sede a Zurigo, prima volta di una città svizzera organizzatrice di un evento ufficiale FIVB; la seconda è lo spostamento del torneo al mese di maggio (a partire dall'edizione 2014), al termine di tutte le competizioni nazionali e continentali per club. Confermata invece la composizione delle squadre partecipanti (le 5 squadre campioni continentali più l'organizzatrice del torneo).
Le novità sono condivise con il torneo maschile, che lascia il Qatar per spostarsi in Brasile.

## Albo d'oro
| Edizione      | Edizione          | Podio           | Podio            | Podio            |               |
| Anno          | Sede della finale | Campione        | Seconda          | Terza            |               |
| ------------- | ----------------- | --------------- | ---------------- | ---------------- | ------------- |
| 1991 Dettagli | San Paolo         | Sadia           | São Caetano      | HAOK Mladost     |               |
| 1992 Dettagli | Jesi              | Olimpia Ravenna | Minas            | Uraločka         |               |
| 1993          | -                 | Non disputato   | Non disputato    | Non disputato    | Non disputato |
| 1994 Dettagli | San Paolo         | Sorocaba        | Matera           | BCN              |               |
| 1995-09       | -                 | Non disputato   | Non disputato    | Non disputato    | Non disputato |
| 2010 Dettagli | Doha              | Fenerbahçe      | Osasco           | Bergamo          |               |
| 2011 Dettagli | Doha              | Rabitə Baku     | VakıfBank        | Osasco           |               |
| 2012 Dettagli | Doha              | Osasco          | Rabitə Baku      | Fenerbahçe       |               |
| 2013 Dettagli | Zurigo            | VakıfBank       | Rio de Janeiro   | Guangdong Hengda |               |
| 2014 Dettagli | Zurigo            | Dinamo-Kazan    | Osasco           | Sesi             |               |
| 2015 Dettagli | Zurigo            | Eczacıbaşı      | Dinamo Krasnodar | Volero Zurigo    |               |
| 2016 Dettagli | Pasay             | Eczacıbaşı      | Casalmaggiore    | VakıfBank        |               |
| 2017 Dettagli | Kōbe              | VakıfBank       | Rio de Janeiro   | Volero Zurigo    |               |
| 2018 Dettagli | Shaoxing          | VakıfBank       | Minas            | Eczacıbaşı       |               |
| 2019 Dettagli | Shaoxing          | Imoco           | Eczacıbaşı       | VakıfBank        |               |
| 2020          | -                 | Non disputato   | Non disputato    | Non disputato    | Non disputato |
| 2021 Dettagli | Ankara            | VakıfBank       | Imoco            | Fenerbahçe       |               |
| 2022 Dettagli | Adalia            | Imoco           | VakıfBank        | Eczacıbaşı       |               |
| 2023 Dettagli | Hangzhou          | Eczacıbaşı      | VakıfBank        | Tianjin          |               |
| 2024 Dettagli | Hangzhou          | Imoco           | Tianjin          | Pro Victoria     |               |

## Palmarès per club
| Squadra         | Titolo | Edizione               |
| --------------- | ------ | ---------------------- |
| VakıfBank       | 4      | 2013, 2017, 2018, 2021 |
| Eczacıbaşı      | 3      | 2015, 2016, 2023       |
| Imoco           | 3      | 2019, 2022, 2024       |
| Sadia           | 1      | 1991                   |
| Olimpia Teodora | 1      | 1992                   |
| União           | 1      | 1994                   |
| Fenerbahçe      | 1      | 2010                   |
| Rabitə Baku     | 1      | 2011                   |
| Osasco          | 1      | 2012                   |
| Dinamo-Ak Bars  | 1      | 2014                   |

## Palmarès per nazioni
| Nazione     | Titolo |
| ----------- | ------ |
| Turchia     | 8      |
| Italia      | 4      |
| Brasile     | 3      |
| Azerbaigian | 1      |
| Russia      | 1      |